# Gimantis
Gimantis es un género de las mantis, de la familia Mantidae, del orden Mantodea, con las siguientes especies:

## Especies
- Gimantis authaemon
- Gimantis insulans
- Gimantis assamica